# (31015) Boccardi
(31015) Boccardi est un astéroïde de la ceinture principale.

## Description
(31015) Boccardi est un astéroïde de la ceinture principale. Il fut découvert le 16 février 1996 à Bologne par l'observatoire San Vittore. Il présente une orbite caractérisée par un demi-grand axe de 2,26 UA, une excentricité de 0,07 et une inclinaison de 5,5° par rapport à l'écliptique.

## Compléments